# Acid2
Acid2，是針對網頁瀏覽器及設計軟件，就支援HTML、CSS 2.0及PNG圖像標準的綜合測試，由網頁標準計劃設計，在1997年推出首個版本，名為"Acid"。

## 歷史
Acid2最初由Opera軟體公司首席技術長哈肯·維姆·萊提出，他是廣為使用的CSS網頁標準的創建者。萊和伊恩·希克森於2005年2月創建了第一個測試版草案。伊恩·希克森與網頁標準計劃以及廣大的網路社群合作編寫了最終版測試。2005年4月13日正式發布，在測試剛推出時，沒有一個瀏覽器可排出要求的圖像。

## 符合規範的應用程式
如果渲染正確，瀏覽器打開Acid2的測試頁面則會看到一個笑臉，笑臉頭部上方有"Hello World!"字樣，當滑鼠指向笑臉鼻子的時候鼻子會變成藍色。在測試剛推出時，沒有一個瀏覽器可排出要求的圖像，但現代的許多瀏覽器都已經通過了測試。見以下的列表。

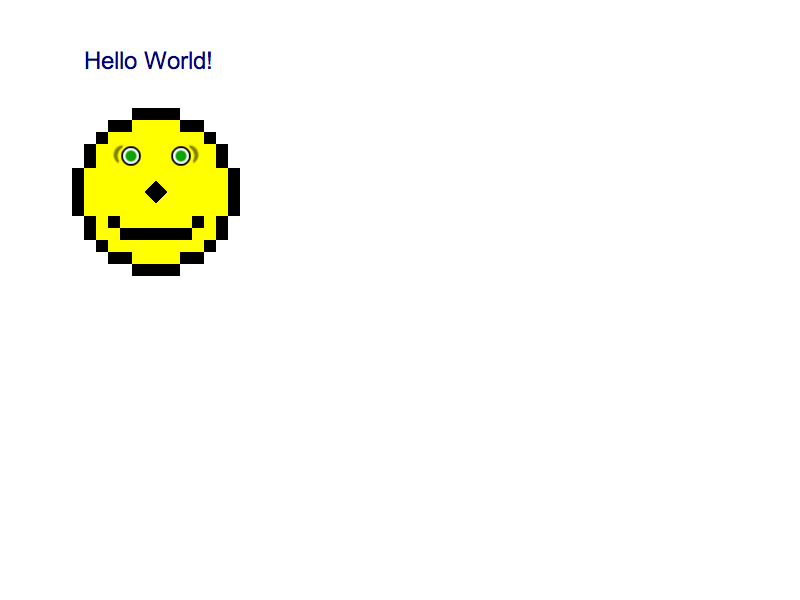
Acid2測試要求是排版引擎需能排出如圖中的笑臉

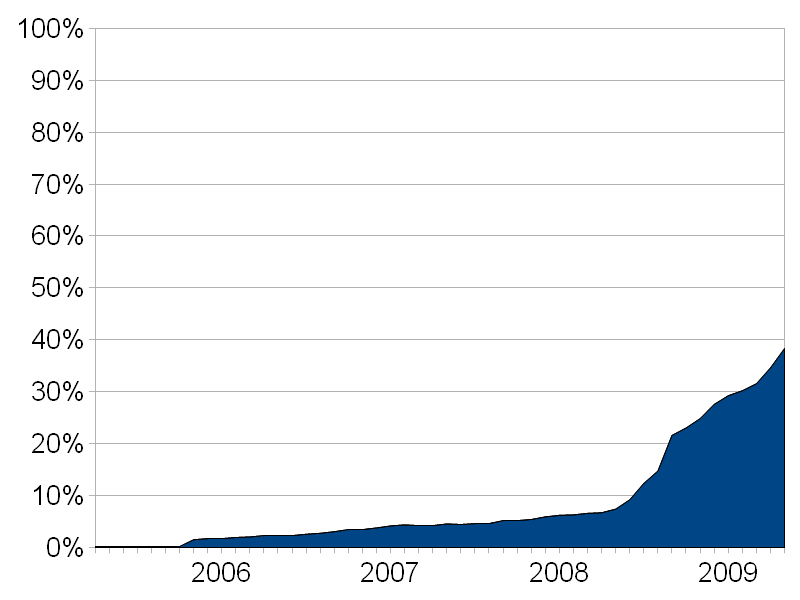
2005年10月至2009年5月期間Acid2相容的網頁瀏覽器

- Microsoft Edge
- Internet Explorer
- Gecko為基礎的瀏覽器
  - Mozilla Firefox
  - SeaMonkey
  - Camino
  - Mozilla Thunderbird
  - Firefox for mobile
  - Mozilla Sunbird
- WebKit和KHTML為基礎的瀏覽器
  - Safari
  - Google Chrome
  - Konqueror
  - OmniWeb
  - Midori
  - Google Earth整合的瀏覽器
- Presto為基礎的瀏覽器
  - Opera

## 不符合規範的應用程式

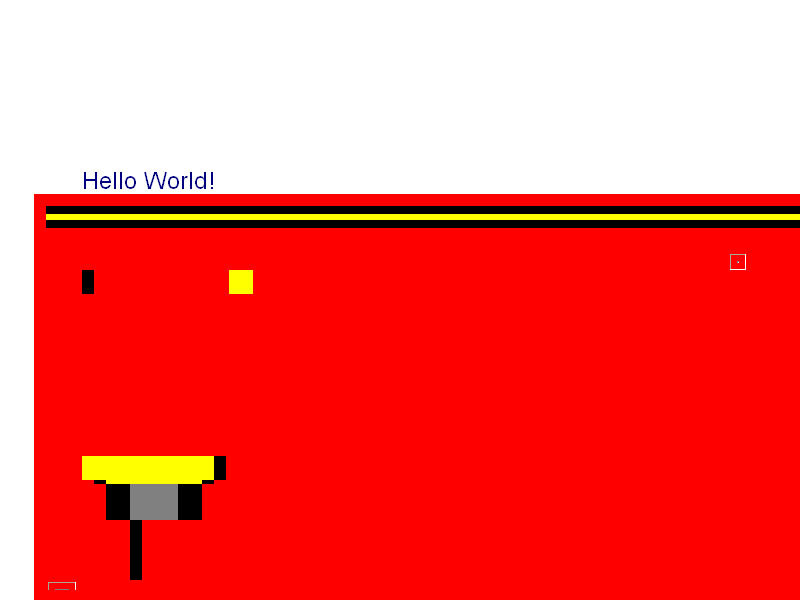
Internet Explorer 6
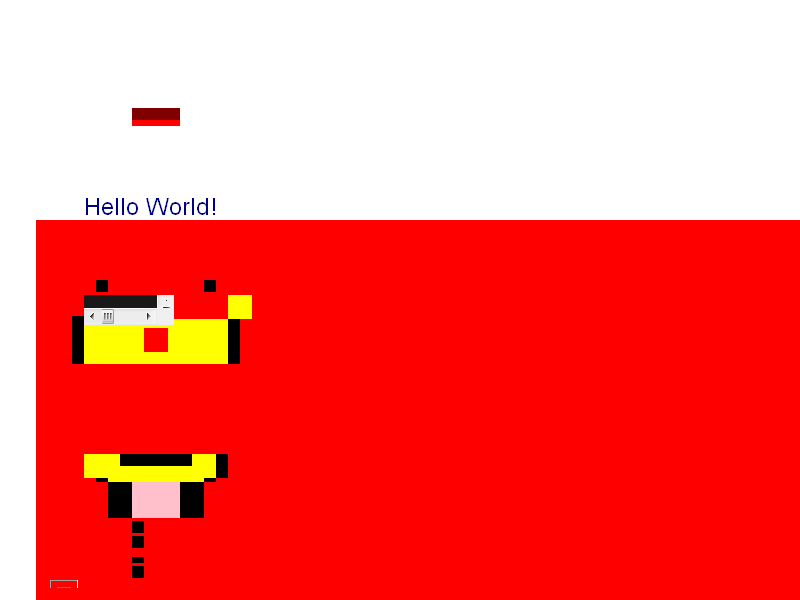
Internet Explorer 7
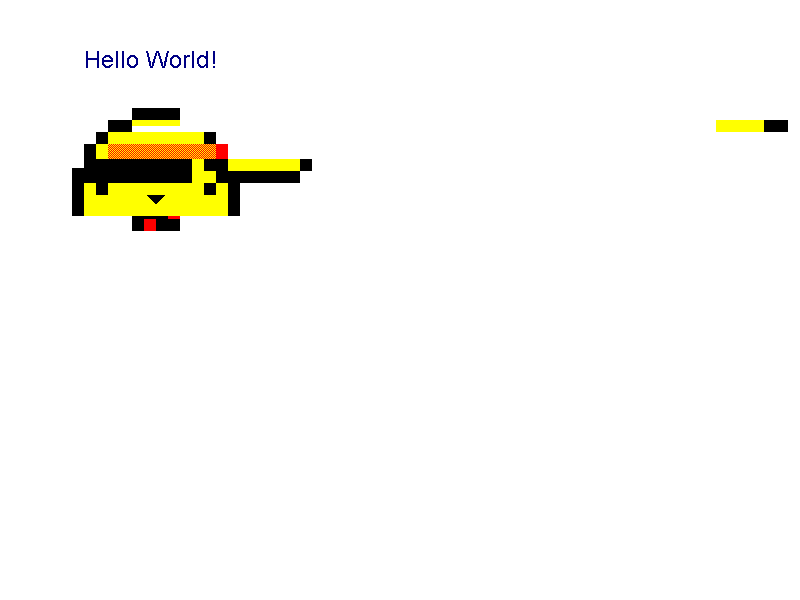
Firefox 1.0、Mozilla 1.7.13、Camino 1.6、Netscape 7.2
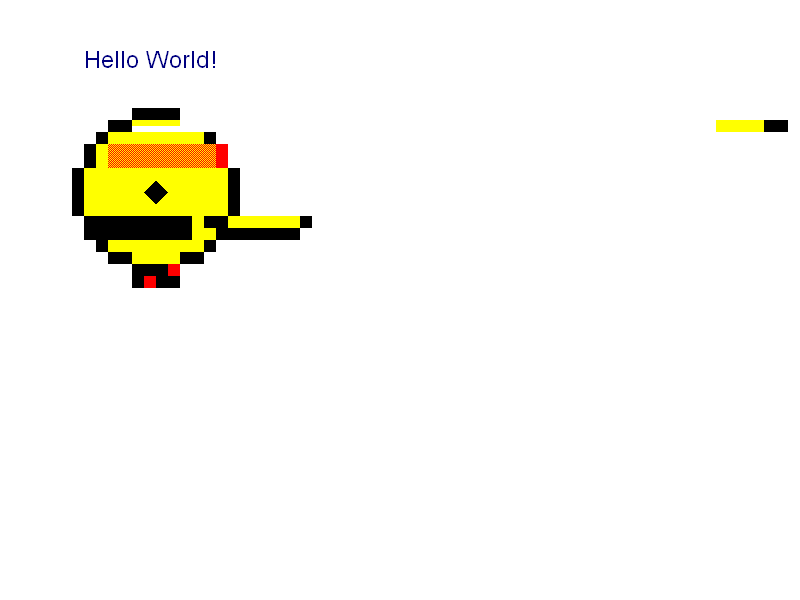
Firefox 1.5和2.0、SeaMonkey 1.1
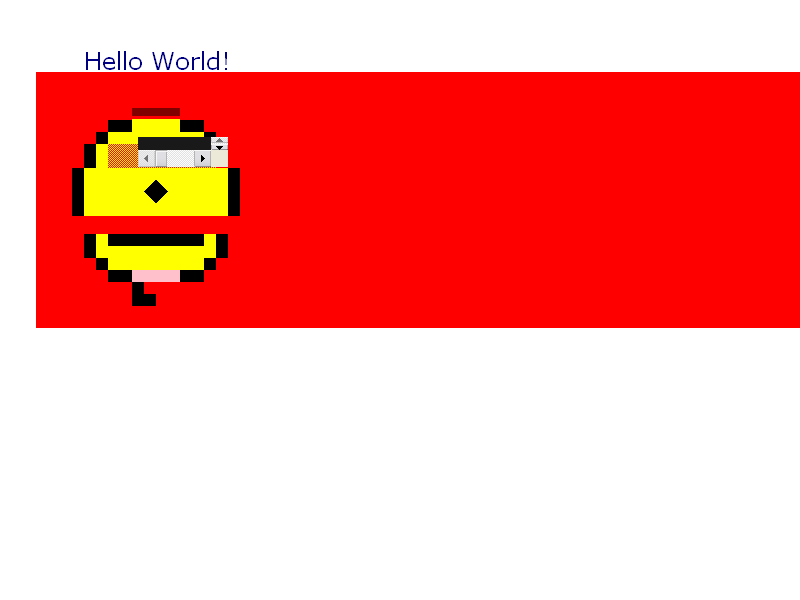
Opera 8.0
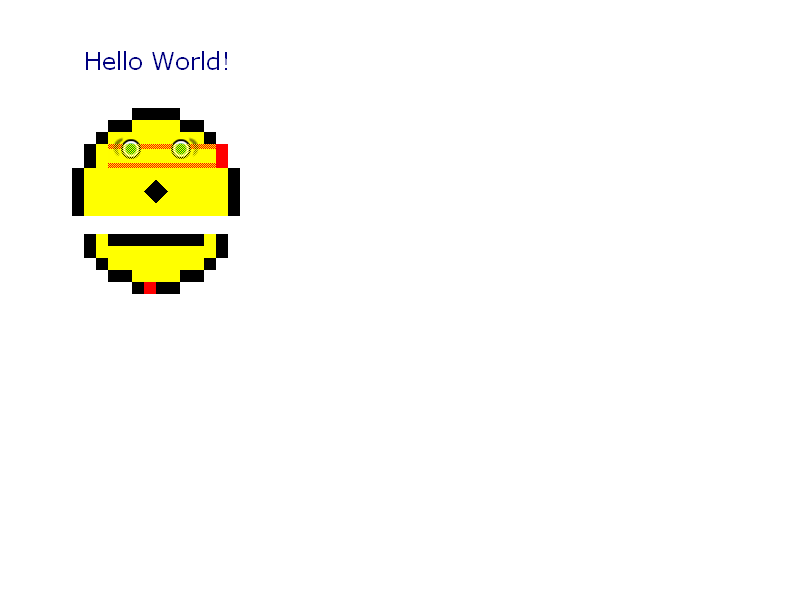
Opera 8.54
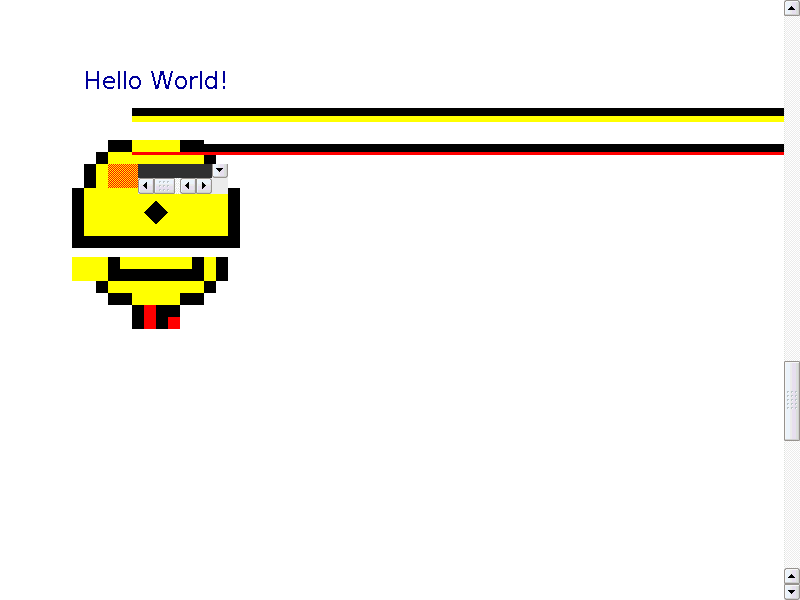
Konqueror 3.4
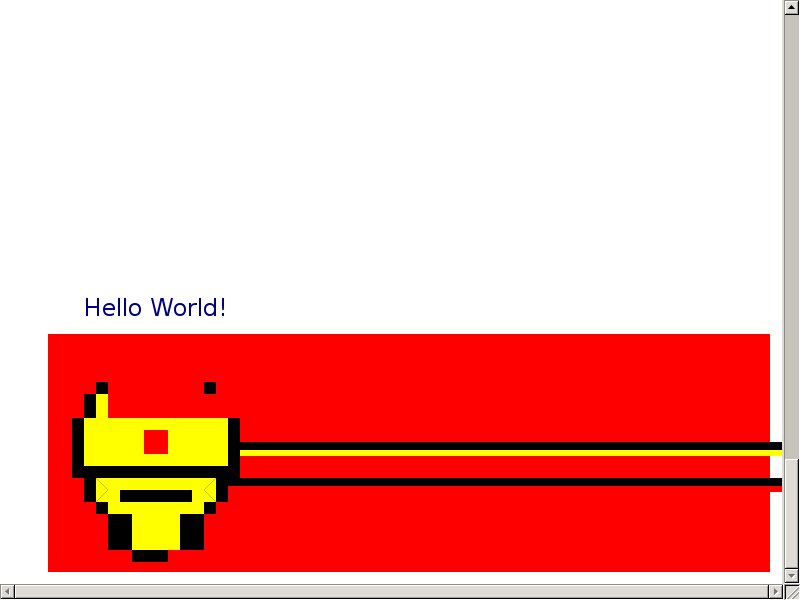
NetSurf 1.2
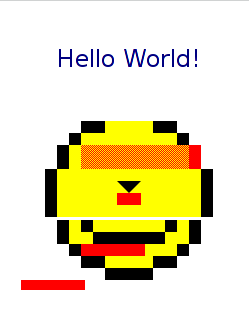
NetSurf 3.0 in Q2/2011
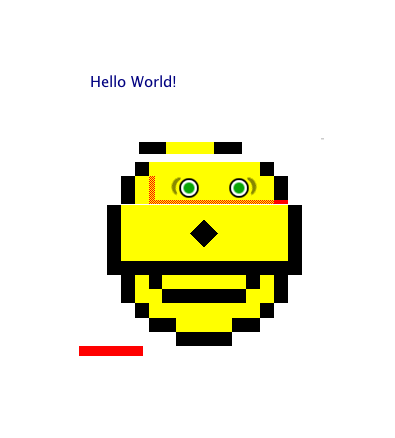
Opera Mini 4
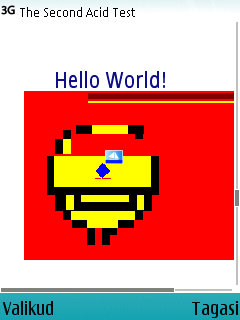
Nst OS 3.1.9執行於Nokia Nst-4
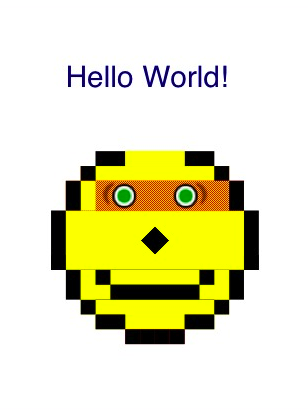
Safari 3.1行動版
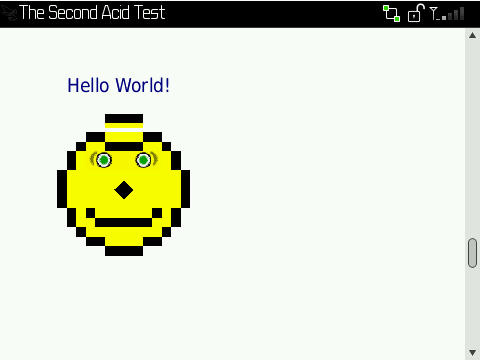
BlackBerry Storm 4.7.0.122
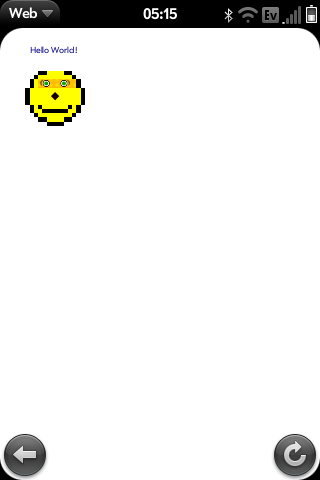
Palm Pre / webOS v1.4.0

雖然Opera Mini使用和Opera個人電腦版本相同的排版引擎，但並未通過Acid2測試。這是因為Opera Mini將網頁重新格式化，以使其更適應小型螢幕裝置。

## 測試時間表
Acid2測試於2005年4月13日正式發佈，以下是有關瀏覽器及其他軟件通過測試的時間表。
| 日期           | 瀏覽器                         | 類型         | 備註                                                                |
| -------------- | ------------------------------ | ------------ | ------------------------------------------------------------------- |
| 2005年4月27日  | Safari                         | 非公開測試版 |                                                                     |
| 2005年5月18日  | iCab                           | 非公開測試版 |                                                                     |
| 2005年6月4日   | Konqueror                      | 非公開測試版 |                                                                     |
| 2005年6月6日   | iCab                           | 公開測試版   |                                                                     |
| 2005年6月6日   | Safari                         | 原始碼可用   |                                                                     |
| 2005年10月31日 | Safari 2.0.2                   | 正式版       | 隨Mac OS X 10.4.3附送，第一個通過測試的正式版瀏覽器。               |
| 2005年11月29日 | Konqueror 3.5                  | 正式版       | 第一個通過測試的Linux瀏覽器。                                       |
| 2005年12月7日  | Prince 5.1                     | 正式版       | 第一個通過測試的非瀏覽器類別軟體。                                  |
| 2006年3月10日  | Opera 9 Development Build 8249 | 每週測試版   | 第一個通過測試的Windows瀏覽器，4月20日發佈的公開測試版也順利通過。  |
| 2006年3月28日  | Konqueror 3.5.2                | 正式版       | 前一版Konqueror的測試合格仍存疑問，此版本已去掉測試所出現的捲軸條。 |
| 2006年4月11日  | Firefox                        | 半公開測試版 | 有關檔案可在網站找到，但用家需自行編譯有關檔案。                    |
| 2006年5月24日  | Opera Mobile                   | 非公開測試版 | 第一個通過測試的行動裝置瀏覽器。                                    |
| 2006年7月20日  | OmniWeb 5.5 beta 1             | 公開測試版   |                                                                     |
| 2006年6月20日  | Opera 9.0                      | 正式版       | 第一個通過測試的多平台瀏覽器。                                      |
| 2006年7月4日   | Obigo                          | 非公開測試版 | 第二個通過測試的行動裝置瀏覽器。                                    |
| 2006年8月17日  | iCab 3.0.3                     | 正式版       | 第一個通過測試的iCab正式版本，成功隱藏捲軸條。                      |
| 2006年9月6日   | OmniWeb 5.5                    | 正式版       |                                                                     |
| 2006年12月8日  | Firefox                        | 公開測試版   | 第一個Firefox正式開發版本通過Acid2。                                |
| 2006年12月8日  | Camino                         | 公開測試版   | 第一個Camino正式開發版本通過Acid2。                                 |
| 2006年12月8日  | SeaMonkey                      | 公開測試版   | 第一個SeaMonkey正式開發版本通過Acid2。                              |
| 2008年3月5日   | Internet Explorer 8.0 Beta 1   | 公開測試版   | 第一個Internet Explorer公開測試版本下通過Acid2測試。                |
| 2008年6月17日  | Firefox 3.0                    | 正式版       |                                                                     |
| 2008年8月27日  | Internet Explorer 8.0 Beta 2   | 公開測試版   |                                                                     |
| 2008年9月2日   | Google Chrome 0.2 Beta         | 公開測試版   |                                                                     |
| 2008年10月14日 | Flock 2.0                      | 正式版       |                                                                     |
| 2008年12月11日 | Google Chrome 1.0              | 正式版       |                                                                     |
| 2009年3月19日  | Internet Explorer 8.0          | 正式版       |                                                                     |
| 2009年10月27日 | SeaMonkey 2.0                  | 正式版       |                                                                     |
| 2009年11月18日 | Camino 2.0                     | 正式版       |                                                                     |
| 2010年6月24日  | Spicebird 0.8                  | 正式版       |                                                                     |

## 外部連結
- Acid2測試主頁（页面存档备份，存于）
- Acid2新聞稿（页面存档备份，存于）
- 歷代版本Opera的Acid2測試結果（附IE6及IE7的測試結果比較）（页面存档备份，存于）
- IE通過Acid2測試的網誌Portuguese Web Archive的存檔，存档日期2009-06-26